# Vilmar Ediciones
Vilmar Ediciones fue una editorial española, ubicada en Barcelona, que publicó varias colecciones de literatura juvenil, cuentos troquelados y tebeos en las décadas de los setenta y ochenta del siglo pasado. Se la adscribe al denominado mercado de la pobreza.

## Trayectoria
Vilmar comenzó produciendo revistas de género del oeste, que simultáneo luego con las de terror, producidas al calor del éxito de Dossier Negro (1968) de Ibero Mundial de Ediciones, y bélicas.

## Colecciones de tebeos
| Título | Año  | Guionista | Dibujante | Ejemplares | Tamaño  | Precio facial en pesetas |
| ------ | ---- | --------- | --------- | ---------- | ------- | ------------------------ |
| África | 1978 | J. García | J. García |            | 22 x 15 |                          |